# Veszelinov András
Veszelinov András (Budapest, 1946. július 8. – Budapest, 2007. május 29.) magyar dobos, színművész. 

## Pályafutása
Pályafutását az Atlantis együttesben kezdte, 1967–1968 között a Metro, 1970-től 1976-ig a Syrius, majd 1984-ig az Apostol tagja volt, ebben a minőségben a Rock Színház egyik alapító tagja. 
A Madách Kamara Színház művészeként elsősorban Hofi Géza partnereként játszott.

## Színházi szerepei
- Molnár Ferenc: Egy, kettő, három....Dr. Pinsky
- Joseph Stein – Jerry Block – Sheldon Harnick: Hegedűs a háztetőn....Egy falusi
- Hofi Géza – Élelem bére
- Tolcsvay László: Isten pénze....Mr. Ortle
- Ken Kesey – Dale Wassermann: Kakukkfészek....Ruckly
- Szabó István: Lugosi – A vámpír árnyéka....!.beteg
- Neil Simon: Mezítláb a parkban....Áruházi kihordó
- Mihail Sebastian: Névtelen csillag....Paraszt
- Andrew Lloyd Webber: Az Operaház fantomja....Kórustag
- Mel Brooks – Thomas Meehan: Producerek....2. rab